# 听穿戴

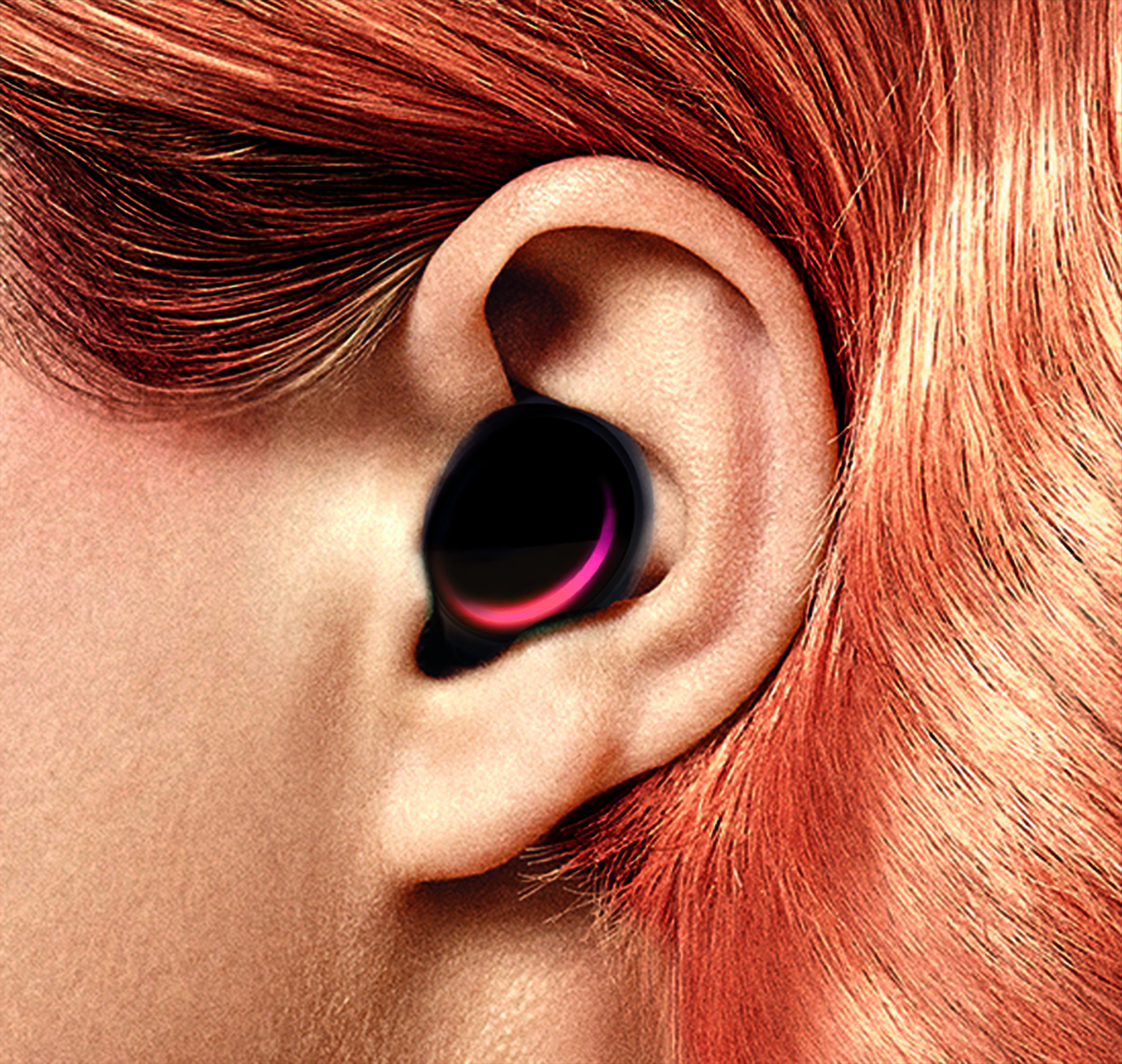
听穿戴设备

听穿戴, 又叫智能耳机，是佩戴在人耳附近的可穿戴类电子设备，主要用于音乐和语音服务、医疗监测、健身跟踪、导航等一系列在线的互联网服务。 听穿戴体现的是“普适计算”概念。

## Terminology
"听穿戴"是一种“可穿戴设备”和“耳机”的混合型消费类电子，听穿戴基于可穿戴技术，主要提供音频信息服务，比如音乐、有声书、导航、语音查询、语音控制等服务。该概念由Nick Hunn第一次在博文中提出，听穿戴是一个基于可穿戴技术的互联网平台。
“听穿戴”设备是“可穿戴”设备的一个子集。有时“智能耳机”或“语音助手”也被用来描述这类产品。通讯社路透社的新闻媒体和技术predicitions 2015”将语音驱动的虚拟助理作为一种重要的创新领域，包括语音识别软件像苹果的Siri、亚马逊的Echo音箱或者VINCI智能耳机。

## 概念和使用
Valencell 在2006年提出了用于心率监测、娱乐、指导和基于云的通信的概念 。 当前进展集中在功能一体化，体积减小，并且涵盖各种各样的应用。通过触摸控制、运动、思想或语音控制，这些小型化的听穿戴像一个小型计算机，主要用于移动通信，实时信息服务，活动追踪和各种监测应用，检测配戴者的健康条件和身体的性能，并结合一个无线媒体播放器来播放音乐。传统的听穿戴主要基于蓝牙通讯技术，比如Bragi Dash，通过与手机的链接，利用手机来作为主要计算单元来处理用户的请求；2016年出现的VINCI智能耳机，将CPU和独立操作系统引入听穿戴，首次实现了脱离手机播放音乐并独立实现语音操作。
"听穿戴"或"智能的耳机"的硬件架构通常包括：
1. 扬声器,将模拟信号转换成声音
2. 蓝牙芯片,与其他设备通信通常智能手机
3. 传感器,跟踪心率、节奏或检测距离
4. 麦克风,或者打电话,或者语音指令

大多数"听穿戴"是基于蓝牙的设备，使用电话或电脑作为中央计算单元。 2016年出现的VINCI智能耳机引入双核CPU，本地存储，wifi无线网络和3G连接，让用户无需手机也可以使用听穿戴来听歌和实现多数语音功能。 
和基于视觉的增强现实的工具相比，基于耳朵听觉的“听穿戴”的一个重要好处是更不让人分心，听穿戴直接给穿戴者提供声音反馈而不需要摘下设备来检查。 声音预警信号，例如医疗危机，通过实验表明比视觉更有效和更及时。 此外，在耳朵处测量的生物特征数据 ，例如温度，心脏或血氧饱和度（PPG方法）比放在手腕或其他地方有明显更高的可靠性和更好的响应时间。

## 当前进展

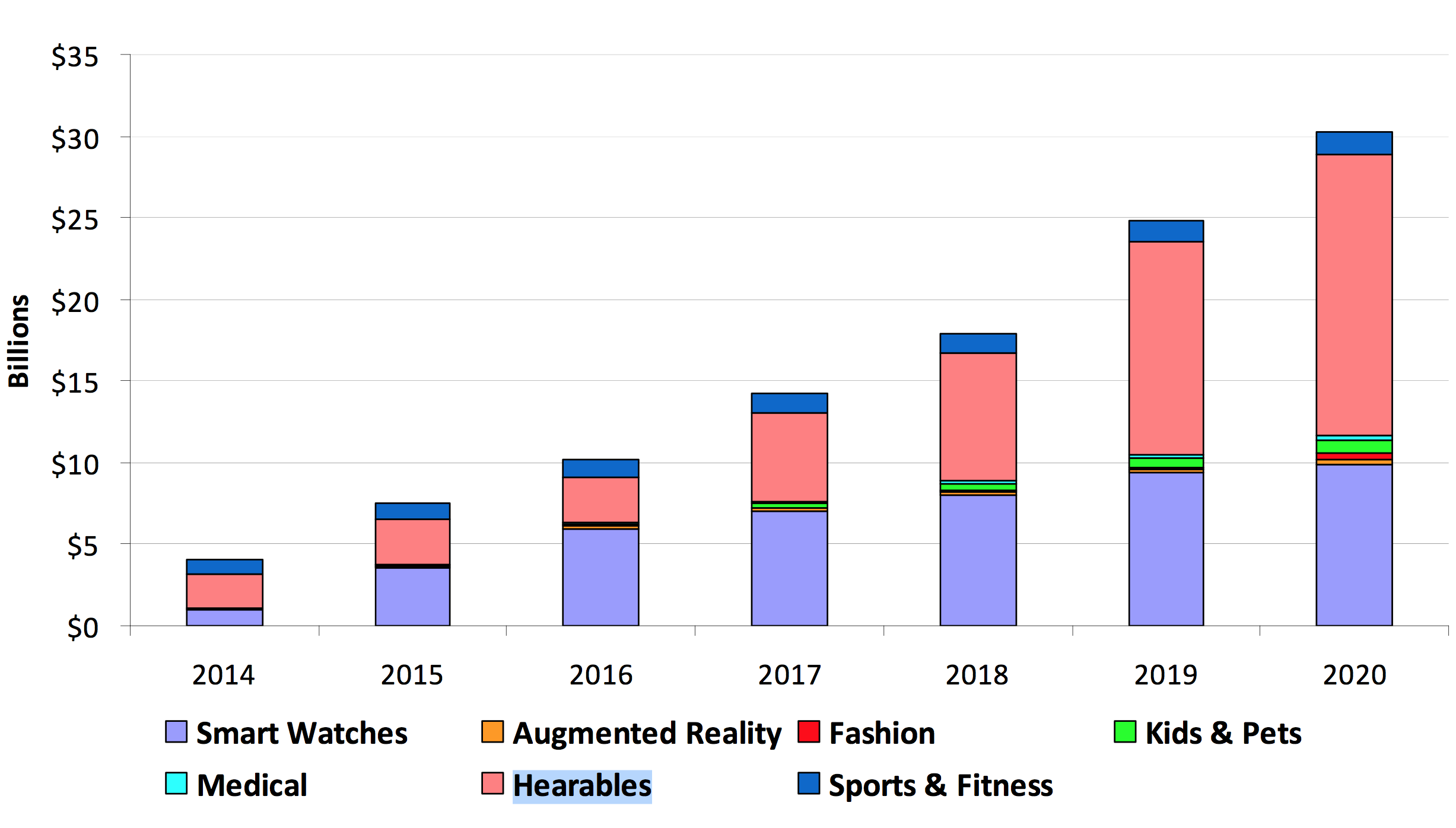
全球智能听穿戴和可穿戴销售收入

2014年发布的来自德国的“Bragi”，声称要实现世界上第一个无线性能跟踪耳机，在Kickstarter上筹集了3.3百万美元。 “Bragi Dash”的配戴者在听音乐的同时可以跟踪身体活动(速度、时间、距离，节奏，海拔等等) 同时监测身体数据(心率、能量、氧饱和度, etc.)。

2014年英国日报 《卫报》报告了一个声称 Apple Inc. 开始进入将耳机与健康监测功能结合的听穿戴市场。 但是这篇文章揭露的非官方来源的信息作为完全是捏造的。 9月，在2016年，苹果宣布将从iPhone去除3.5毫米的音频插口。从根本上改变了市场对于无线耳机的看法和态度。 Apple同时宣布自家的新的无线芯片并进入听穿戴市场，发布自带多款传感器的Airpods，并引入了接近式传感器，加速度计等传感器，来实现戴上就停，触摸控制等功能。
2016年11月, VINCI智能耳机在Kickstarter,成功筹集了近100万美元。VINCI智能耳机集成人工智能虚拟助理, 并集成了像Spotify、亚马逊音乐等音乐服务、地图导航和维基搜索等。它还支持直接支持亚马逊Alexa的语音服务。这是第一台结合了一个高保真的音乐播放器, 32G本地存储、语音识别、活动跟踪和生物传感器(如心率)的听穿戴。VINCI智能耳机结合触摸, 手势和语音控制提供一个简单极致的音乐体验。VINCI智能耳机自带一个内部双核CPU因此当用户去跑步或者去健身房时不需要携带手机。